# Thai Examiner
Thai Examiner er en thailandsk online engelsksproget nyhedsmedie etableret i 2015 af AtlanticThai Internet Co. Ltd., der siden 2005 har etableret forskellige online service i Thailand.
Thai Examiner bringer nyheder fra Thailand i et afbalanceret og letlæseligt format for udlændinge, der med årene er et voksende antal, ikke alene boende i Thailand, men også adskillige, som har en forbindelse eller affinitet til landet. Styrken og originaliteten af thailandsk kultur betyder, at det på trods af globaliseringen stadig er et dybt traditionelt og komplekst samfund, som nogle gange kan være svært at forstå for udlændinge. Thailand er også en nation, der i stigende grad søger at bevare og støtte sin egen unikke kultur og identitet.
AtlanticThai Internet Co. Ltd. blev grundlagt af to irlændere, Joseph O' Connor fra Cork og Tony Fitzpatrick fra Tipperary i 2005 sammen med thailandske aktionærer, der spiller en aktiv rolle i forretningen. Virksomhedens mission er kommerciel, men også mere end det. Den primære mission er at udvikle og fremme venskab, forståelse, respekt mellem Thailand og den vestlige verden: "I sidste ende er vi en lille virksomhed med en beskeden mission om, at gøre verden en lille smule bedre inden for denne særlige aktivitetssfære."